# NGC 1402
NGC 1402 is een lensvormig sterrenstelsel in het sterrenbeeld Eridanus. Het hemelobject werd in 1886 ontdekt door de Amerikaanse astronoom Francis Preserved Leavenworth.

## Synoniemen
- PGC 13467
- ESO 548-61
- MCG 3-10-23
- IRAS 03372-1841